# Adiantum thongthamii
Adiantum thongthamii är en kantbräkenväxtart som beskrevs av Suksathan. Adiantum thongthamii ingår i släktet Adiantum och familjen Pteridaceae. Inga underarter finns listade.